# Горенци (дем Просечен)
Вижте пояснителната страница за други значения на Горенци.
Го̀ренци или Го̀ренце (на гръцки: Καλή Βρύση, Кали Вриси, до 1927 Γκόρνιτσα, Горница) е село в Гърция, дем Просечен. Населението му е 1065 души (2001). На около 2,5 km северно от селото се намира Храмът на Дионис.

## География
Селото е разположено в източните склонове на Сминица, на 9 km западно от Просечен.

## История

### Етимология
Според Йордан Н. Иванов името е жителско име от местното име *Гора. Жителското име е го̀ренча̀нин, го̀ренча̀нка, го̀ренча̀не.

### В Османската империя
В края на XIX век Горенци е чисто българско село в Зъхненска каза на Османската империя.
В „Етнография на вилаетите Адрианопол, Монастир и Салоника“, издадена в Константинопол в 1878 година и отразяваща статистиката на населението от 1873 Горница (Gornitsa) е посочено като село със 148 домакинства и 490 жители българи. В 1889 година Стефан Веркович („Топографическо-этнографическій очеркъ Македоніи“) отбелязва Горница като село със 140 български къщи.
В 1891 година Георги Стрезов пише:
| „ | Горенце, село на ЮИ от Зиляхово 4 часа; път ту равен, ту стръмен. Разположено на една полянка под върха Беслен, клон на Боздаг. Занятието на жителите е земеделие. От произведенията най-много се обработва тютюн. В селото църква „Св. Марина“, а извън „Св. Никола“, и двете гръцки. Училище няма. | “ |

Според статистиката на Васил Кънчов („Македония. Етнография и статистика“) в 1900 година в Горенци живеят 950 българи. По данни на секретаря на Българската екзархия Димитър Мишев („La Macédoine et sa Population Chrétienne“) в 1905 година в селото (Gorentzi) има 480 българи екзархисти и 720 българи патриаршисти гъркомани. Според гръцката статистика, през 1913 година в Горенци (Γκόρνιτσα) живеят 771 души.
На 6 юли 1906 година ВМОРО извършва три успоредни нападения – над гръцките центрове в Драма, Плевня и Горенци. Горенци е нападнато от четата на Тодор Паница, която обкръжава квартируващото в селото турско войсково отделение, убива четирима войници, а другите се затварят в казармата (дибоя). След това четата запалва три къщи на гъркомански първенци, съсича владишкия наместник поп Иконом, убива двамата му гавази, гръцки андарти и се оттегля.
След Младотурската революция в 1909 година жителите на Горенци изпращат следната телеграма до Отоманския парламент:
| „ | Селото ни брои 80 къщи български и 60 гъркомански и има две черкви и едно училище. Гъркоманите, ползувайки се от произволите на стария режим, заграбиха черквите и училището и ги владеят и до днес. Тъй като днес е минало вече времето на произволите, молим да бъде разгледан тоя въпрос и да се вземат най-справедливи решения, каквито подобават на едно конституционно управление. Кмет: Атанас, Аза: Атанас, Аза: Кръсто. | “ |

При избухването на Балканската война в 1912 година двама души от Горенци са доброволци в Македоно-одринското опълчение.

### В Гърция
По време на войната Горенци е освободено от части на българската армия, но след Междусъюзническата война остава в Гърция. През 1916-1918 година е под българско управление. В края на 1916 година българското училище в Горенци е възстановено. Данни от март 1918 година сочат 1040 жители и 102 къщи.
Част от българското му население се изселва и на негово място са настанени 51 семейства гърци бежанци с 211 души. В 1927 година името на селото е сменено на Кали Вриси. Според преброяването от 1928 година Горенци е смесено местно-бежанско село с 51 бежански семейства и 180 души.
След Втората световна война голяма част от останалото българско население бяга в България. От 60-те години започва масово изселване към големите градове.
Населението произвежда много тютюн, жито и други земеделски култури, като е развито частично и скотовъдството.
| Име         | Име          | Ново име  | Ново име    | Описание                                         |
| ----------- | ------------ | --------- | ----------- | ------------------------------------------------ |
| Джаханас    | Δαρτσεανάκ   | Карперон  | Καρπερόν    | местност СЗ от Горенци                           |
| Хаджи чешме | Χατζῆ Τσεσμὲ | Криовриси | Κρυόβρυση   | местност И от Горенци                            |
| Чаталка     | Τσατάλκα     | Петалон   | Πέταλον     | връх в Сминица (946,6 m) З от Горенци            |
| Пряслап     | Πράσλακ      | Ликотопос | Λυκότοπος   | местност СЗ от Горенци                           |
| Пилаф тепе  | Πιλάφ Τεπέ   | Хелона    | Χελώνα      | купообразен връх в Сминица (1023 m) З от Горенци |
| Чирпан      | Τσιρπὰν      | Алепорема | ᾿Αλεπόρρεμα | река                                             |

| Година    | 1913 | 1920 | 1928 | 1940 | 1951 | 1961 | 1971 | 1981 | 1991 | 2001 | 2011 | 2021 |
| --------- | ---- | ---- | ---- | ---- | ---- | ---- | ---- | ---- | ---- | ---- | ---- | ---- |
| Население | 771  | 874  | 1204 | 1678 | 1318 | 1508 | 1084 | 1109 | 832  | 1065 | 705  | 555  |

## Личности
Родени в Горенци
- Атанас Димитров (1886 – ?), македоно-одрински опълченец, Втора рота на Десета прилепска дружина[21]
- Атанас Христов (1879 – ?), македоно-одрински опълченец, Втора рота на Девета велешка дружина, носител на орден „За храброст“ IV степен[21]
- Митруш Марков, заедно със сина си Васил ръководи Горенския комитет на ВМОРО, погребват убития войвода Христо Манов.
- Икономос Папайоану (Οικονόμος Παπαϊωάννου), гръцки духовник и агент от трети ред на гръцката пропаганда[22]
- Иван Марчов (Йоанис Мардзиос), гръцки андартски капитан
- Коста Атанасов Мингов (1906 – 1943), български комунистически деец

Починали в Горенци
- Герман Михаилидис (? – 1896), драмски митрополит
- Мирчо Кипрев (1880 – 1903), български революционер, войвода на ВМОРО
- Христо Манов (1878 – 1906), български революционер, войвода на ВМОРО

Други
- Хрисостом Вулцос (1927 – 1986), гръцки духовник